# Maria Tănase
Maria Tănase (ur. 25 września 1913 w Bukareszcie, zm. tamże 22 czerwca 1963) – rumuńska aktorka i piosenkarka, wykonawczyni tradycyjnej muzyki ludowej i popularnej.

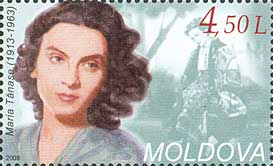
Maria Tănase na mołdawskim znaczku pocztowym

Zmarła na raka płuc. Została pochowana w Bukareszcie na cmentarzu Bellu.